# Kaszeta

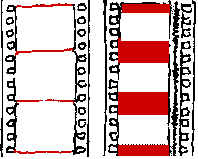
Zastosowanie twardej kaszety. Kolor czerwony oznacza nienaświetlony obszar. Po lewej naświetlona została cała powierzchnia klatki w formacie 1,37:1. Po prawej widać efekty kaszetowania, tj. kadr w formacie 1,85:1.

Kaszeta – ramka umieszczana w kamerze bądź projektorze zasłaniająca pewien obszar wyświetlanego obrazu. Używana w celu uzyskania różnych formatów obrazu na standardowej taśmie 35 mm. Zastosowanie kaszety umożliwia rejestrację obrazu "panoramicznego", ale odbywa się to kosztem jego rozdzielczości - obraz z naświetlonej części ma mniejsze wymiary, a więc ziarno emulsji fotograficznej jest proporcjonalnie większe. 
Zastosowanie tzw. twardej kaszety sprawia, że naświetlona zostaje tylko wybrana część klatki. Z kolei wykorzystanie tzw. miękkiej kaszety naświetla całą powierzchnię klatki, a operator widzi w wizjerze które części kadru będą zasłonięte podczas projekcji. W tym przypadku poprawne wyświetlenie filmu zależeć będzie od odpowiedniej kaszety w projektorze. Jeśli kaszety zostaną pomylone, widzowie mogą zobaczyć fragmenty kadru które miały zostać zasłonięte, albo też nie ujrzeć istotnych elementów kompozycji.

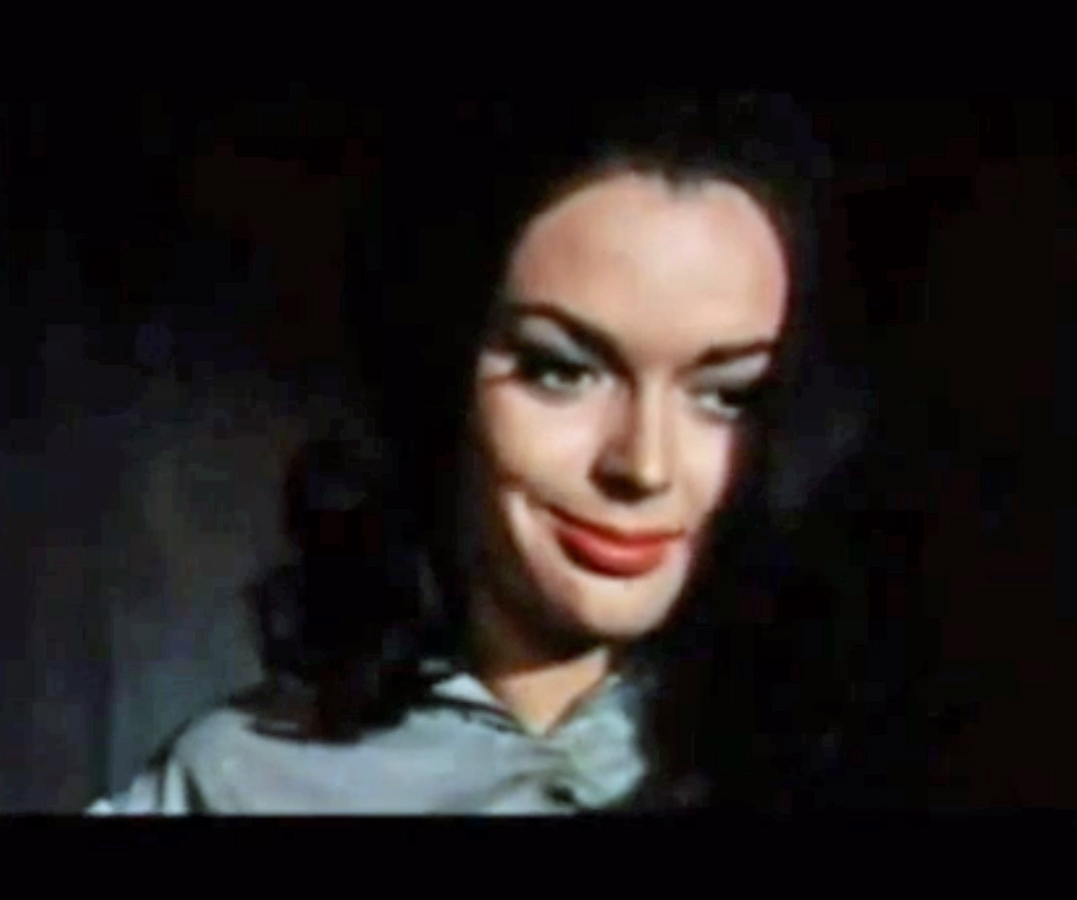
Klatka filmu z widocznymi kaszetami

Mianem kaszety określa się również czarne pasy u dołu i góry ekranu, mające nadać filmowi wrażenie panoramiczności.